# Сакаи, Такаси
Сакаи Такаси (яп. 酒井 隆; 18 октября 1887 — 30 сентября 1946) — генерал-лейтенант Японской императорской армии.
Сакаи Такаси родился в 1887 году в округе Камо (ныне — территория города Хиросима), учился в военных училищах в Кобэ и Осаке, в 1908 году закончил Рикугун сикан гакко и был распределён в 28-й пехотный полк. Потом он учился в Рикугун дайгакко, в 1924 году стал майором, а в 1928 году — подполковником.
В 1928 году Сакаи находился вместе с 12 пехотным полком в Цзинани (провинция Шаньдун, Китай) во время Цзинаньского инцидента, и некоторые китайские историки именно его считают ответственным за убийство гоминьдановских парламентёров во время переговоров 4 мая 1928 года. В 1929—1932 годах он служил в войсках, стоящих гарнизоном в китайском городе Тяньцзинь. В 1932 году Сакаи получил звание полковника и был переведён в 5-ю секцию («военная разведка») 2-го бюро Генерального штаба, где служил с 1932 по 1934 годы.
Будучи начальником штаба Гарнизонной армии в Китае, Сакаи в 1934—1935 годах организовал серию «инцидентов», в результате которых контроль над китайской провинцией Хэбэй де-факто перешёл к японской армии. В 1936 году он стал командиром 23-го пехотного полка. В 1937 году Сакаи был произведён в генерал-майоры и назначен командиром 28-й пехотной бригады. В 1939 году он стал генерал-лейтенантом и назначен в координационное бюро Мэнцзянского отделения «Группы развития Азии». В этот период (1939—1940) он служил в Гарнизонной армии во Внутренней Монголии. В 1940 году Сакаи был отозван в Японию и стал командиром одного из подразделений Императорской гвардии.
В ноябре 1941 года Сакаи был назначен командиром 23-й армии, размещавшейся в Гуанчжоу. Им был получен приказ об использовании подчинённой Южной группе армий 38-й дивизии для взятия Британского Гонконга в 10-дневный срок. 8 декабря, через несколько часов после атаки на Пёрл-Харбор, руководимые Сакаи японские войска атаковали Гонконг. Отошедшим на остров Гонконг британским войскам удалось отбить первые японские попытки форсирования пролива, и Сакаи пришлось просить командование об увеличении срока, отведённого на операцию. Гонконг капитулировал лишь 25 декабря 1941 года. До 20 февраля 1942 года Сакаи был губернатором Гонконга, затем был отозван в Японию, а в 1943 году вышел в отставку.
По окончании войны Сакаи Такаси был обвинён заседавшим в Нанкине китайским Военным трибуналом в военных преступлениях, и 27 августа 1946 года приговорён к смертной казни через расстрел. Приговор был приведён в исполнение 30 сентября 1946 года.